# Critics’ Choice Television Award/Beste Comedyserie
Der Critics’ Choice Television Award in der Kategorie Beste Comedyserie (Originalbezeichnung: Best Comedy Series) ist eine der Auszeichnungen, die jährlich in den Vereinigten Staaten von der Broadcast Television Journalists Association, einem Verband von Fernsehkritikern, verliehen werden. Sie richtet sich an hervorragende Fernsehserien aus dem Genre Comedy. Die Kategorie wurde 2011 ins Leben gerufen. Die Gewinner werden in einer geheimen Abstimmung durch die Fernsehkritiker des Verbandes ermittelt.

## Geschichte und Rekorde
Seit der ersten Verleihung hat die Broadcast Television Journalists Association eine Gesamtanzahl von acht Preisen in der Kategorie Beste Comedyserie an sieben verschiedene Serien verliehen. Der erste Preisträger war ABCs Modern Family, die 2011 ausgezeichnet wurde. Der bisher letzte Preisträger war die britische Serie Fleabag, die 2020 geehrt wurde. Die Anzahl der Nominierungen lag bei der ersten Verleihung noch bei zehn Serien, bei den nachfolgenden nur noch bei sechs oder sieben.
Die folgende Liste ist eine Aufzählung von Rekorden der häufigsten Nominierten und Gewinnern in der Kategorie Beste Comedyserie. Die Gewinner und Nominierten in den anderen Serien- oder Schauspielkategorien werden nicht mitgezählt.
| Statistik                         | Serie                      | Anzahl | Jahre                         |
| --------------------------------- | -------------------------- | ------ | ----------------------------- |
| Häufigste Auszeichnungen          | Silicon Valley             | 2      | 2015, 2016 (Dez.)             |
| Häufigste Auszeichnungen          | The Marvelous Mrs. Maisel  | 2      | 2018, 2019                    |
| Häufigste Nominierung (* = Sieg)  | The Big Bang Theory        | 5      | 2011, 2012, 2013*, 2014, 2018 |
| Häufigste Nominierungen ohne Sieg | Veep – Die Vizepräsidentin | 4      | 2013, 2014, 2015, 2016 (Dez.) |

## Gewinner und Nominierte
Die unten aufgeführten Fernsehserien werden mit ihrem deutschen Ausstrahlungstitel (sofern ermittelbar) angegeben, danach folgt in Klammern in kursiver Schrift der fremdsprachige Originaltitel. Die Nennung des Originaltitels entfällt, wenn deutscher und fremdsprachiger Serientitel identisch sind. Die Gewinner stehen hervorgehoben in fetter Schrift an erster Stelle.
2011
Modern Family
30 Rock
Archer
The Big Bang Theory
Community
Glee
Louie
The Middle
Das Büro (The Office)
Parks and Recreation
2012
Community
The Big Bang Theory
Girls
Modern Family
New Girl
Parks and Recreation
2013
The Big Bang Theory
Louie
The Middle
New Girl
Parks and Recreation
Veep – Die Vizepräsidentin (Veep)
2014
Orange Is the New Black
The Big Bang Theory
Broad City
Louie
Silicon Valley
Veep – Die Vizepräsidentin (Veep)
2015
Silicon Valley
Broad City
Jane the Virgin
Mom
Transparent
Veep – Die Vizepräsidentin (Veep)
You’re the Worst
2016 (Jan.)
Master of None
Black-ish
Catastrophe
Jane the Virgin
The Last Man on Earth
Transparent
You’re the Worst
2016 (Dez.)
Silicon Valley
Atlanta
Black-ish
Fleabag
Modern Family
Unbreakable Kimmy Schmidt
Veep – Die Vizepräsidentin (Veep)
2018
The Marvelous Mrs. Maisel
The Big Bang Theory
Black-ish
GLOW
Modern Family
Patriot
2019
The Marvelous Mrs. Maisel
Atlanta
Barry
The Good Place
The Kominsky Method
The Middle
One Day at a Time
Schitt’s Creek
2020
Fleabag
Barry
The Marvelous Mrs. Maisel
Mom
One Day At A Time
PEN15
Schitt’s Creek
2021
Ted Lasso
Better Things
The Flight Attendant
Mom
PEN15
Ramy
Schitt’s Creek
What We Do in the Shadows